# Phazaca rhomboidifera
Phazaca rhomboidifera är en fjärilsart som beskrevs av Warren. Phazaca rhomboidifera ingår i släktet Phazaca och familjen Uraniidae. Inga underarter finns listade i Catalogue of Life.